# Pseudocordyceps seminicola
Pseudocordyceps seminicola är en svampart som beskrevs av Hauman 1936. Pseudocordyceps seminicola ingår i släktet Pseudocordyceps och familjen Trichocomaceae.   Inga underarter finns listade i Catalogue of Life.